# Архимедово тяло
Архимедовите тела, още наричани полуправилни многостени, са многостени, чиито стени са правилни многоъгълници от различен вид и равни вътрешни многостенни ъгли при върховете..
При 10 от тях стените са правилни многоъгълници от два различни вида; при 3 други стените са правилни многоъгълници от три различни вида.
Пап Александрийски в своята Сбирка (книга 5) предал, че Архимед бил изнамерил 13 различни полуправилни многостена, и тяхното название отчита откритието. Текстът на Архимед обаче не е известен и съобщеното от Пап е служило като указание за тяхното преоткриване. По време на ренесанса различни хора намират едни или други от тях, но едва Кеплер представя пълния списък
. Отбелязва се, че в два случая съществуват неизоморфни, „леви“ и „десни“ форми.
Архимедовите тела са:
- кубоктаедър (8 триъгълника и 6 квадрата)
- ромбикубоктаедър (8 триъгълника и 18 квадрата)
- скосен куб (32 триъгълника и 6 квадрата)
- икосидодекаедър (20 триъгълника и 12 петоъгълника)
- скосен додекаедър (80 триъгълника и 12 петоъгълника)
- пресечен тетраедър (4 триъгълника и 4 шестоъгълника)
- пресечен додекаедър (20 триъгълника и 12 десетоъгълника)
- пресечен куб (8 триъгълника и 6 осмоъгълника)
- пресечен октаедър (6 квадрата и 8 шестоъгълника)
- пресечен икосаедър (12 петоъгълника и 20 шестоъгълника)
- ромбикосидодекаедър (20 триъгълника, 30 квадрата, 12 петоъгълника)
- пресечен кубоктаедър (12 квадрата, 8 шестоъгълника, 6 осмоъгълника)
- пресечен икосидодекаедър (30 квадрата, 20 шестоъгълника, 12 десетоъгълника)

Седем от архимедовите тела се получават чрез отсичане с равнини на части от платонови тела. За останалите шест са нужни допълнителни операции – раздалечаване, завъртане и вмъкване на елементи.
|  |  |  |  |  |
|  |  |  |  |  |
|  |  |  |  |  |

Шест от архимедовите тела имат симетрия подобна на октаедъра и други шест - подобна на икосаедър. Извън тези два класа остава пресеченият тетраедър. Архимедовите тела могат да бъдат „произведени“ от петте платонови тела, a при тях, както е известно, съществуват дуалности: октаедър и куб са взаимно дуални, също както додекаедър и икосаедър; тетраедърът е дуален на самия себе си.
Дуалните на архимедовите тела са известни като каталанови тела.

## В природа
Пресеченият икосаедър се среща под формата бъкминстърфулерен.